# East Devon
East Devon este un district ne-metropolitan situat în Regatul Unit, în comitatul Devon din regiunea South West, Anglia.

## Orașe din cadrul districtului
- Axminster
- Budleigh Salterton
- Exmouth
- Colyton
- Honiton
- Ottery Saint Mary
- Seaton
- Sidmouth